# Meaghan Jette Martin

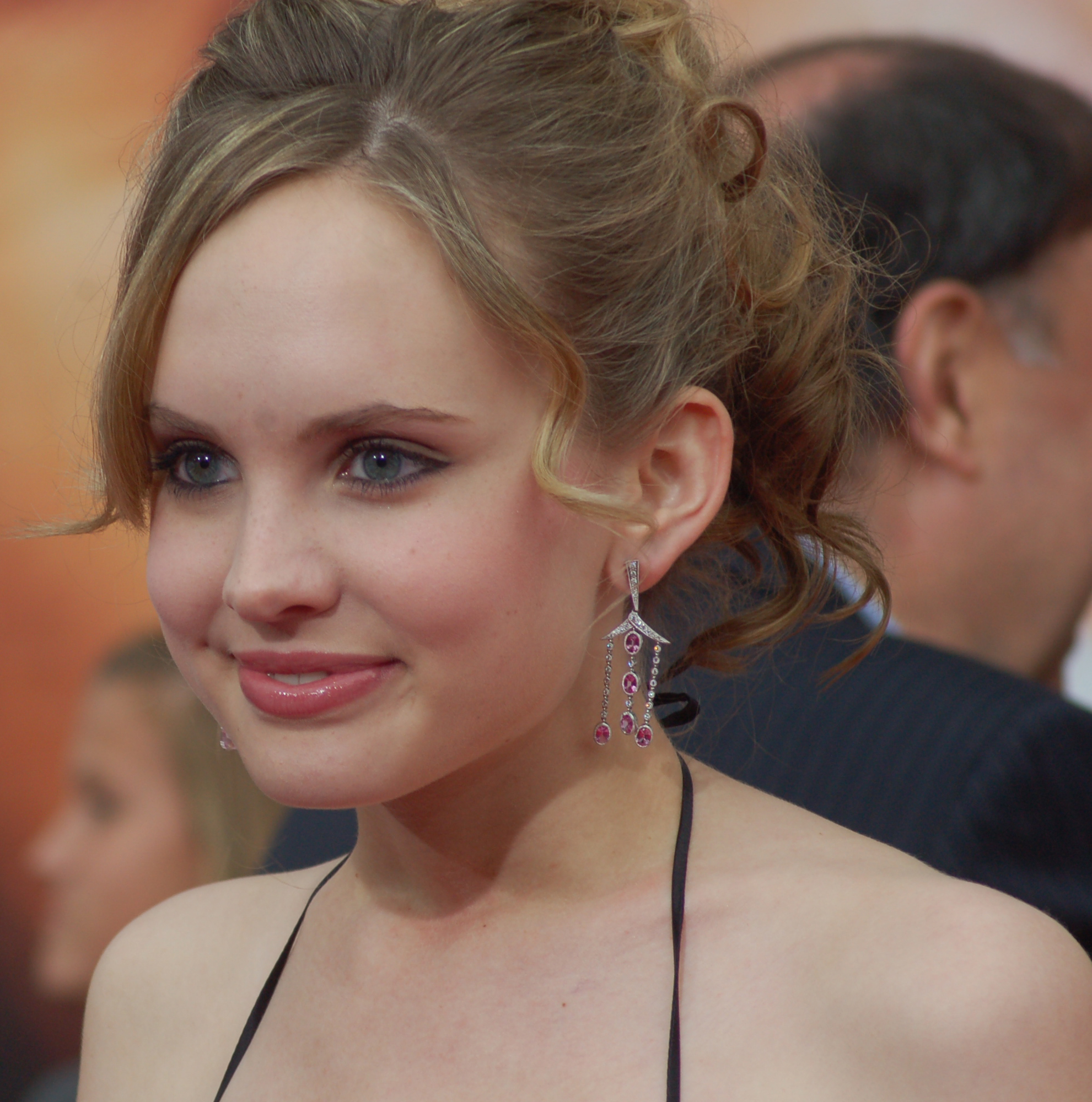
Martin (2009)

Meaghan Jette Martin  (ur. 17 lutego 1992 w Las Vegas) – amerykańska aktorka i piosenkarka, zdobyła sławę dzięki roli w Camp Rock jako Tess Tyler. Zagrała też w jednym z odcinków serialu Nie ma to jak hotel. Zaśpiewała piosenkę do filmu Pinokio.

## Wybrana filmografia

### Filmy
- 2011 - Sironia - Aubrey
- 2011 - Mean Girls 2 - Jo
- 2010 - Camp Rock 2: Wielki finał - Tess Tyler
- 2010 - Privileged - Dziewczyna ze szkoły średniej
- 2009 - Pamiętnik Vanessy - Megan Kennedy
- 2007 - Camp Rock - Tess Tyler

### Seriale
- 2011 - Wendy - Wendy Darling
- 2009/10 - Zakochana złośnica - Bianca Stratford
- 2008 - Dr House - Sarah
- 2006 - Nie ma to jak hotel - Stacie

### Głos
- 2011 - Kingdom Hearts Re:coded - Data-Naminé (wer. angielska)
- 2010 - Kingdom Hearts: Birth by Sleep - Naminé (wer. angielska)
- 2009 - Kingdom Hearts: 358/2 Days - Naminé (wer. angielska)
- 2007 - Kingdom Hearts Re:Chain of Memories - Naminé (wer. angielska)
- 2015 - Until Dawn  – Jessica (wer. angielska)